# Populus pseudosimonii
Populus pseudosimonii là một loài thực vật có hoa trong họ Liễu. Loài này được Kitag. miêu tả khoa học đầu tiên năm 1939.